# Benny Johansen
Benny Johansen (Kopenhagen, 18 maart 1949) is een voormalig Deens profvoetballer die speelde als aanvaller. Hij beëindigde zijn loopbaan in 1980 bij Boldklubben 1903 en ging vervolgens aan de slag als voetbaltrainer. Hij leidde FC Kopenhagen eenmaal naar de Deense landstitel (1992) en won één keer de Deense voetbalbeker (1991) met die club.

## Erelijst

### Speler
B 1903
- Deens landskampioenschap

1969, 1970

### Trainer-coach
FC Kopenhagen
- Deens landskampioenschap

1992
- Beker van Denemarken

1991